# Seleção Irlandesa de Rugby Union
A Seleção Irlandesa de Rugby Union  é a equipe de rugby union que representa toda a Ilha da Irlanda, o que a faz incluir tanto a República da Irlanda quanto a Irlanda do Norte. O rugby union é um dos esportes mais populares na ilha.
A Irlanda compete anualmente na Copa das Seis Nações (onde já ganhou 20 vezes e dividiu o título outras oito) e na Copa do Mundo de Rugby Union a cada quatro anos. Os irlandeses também compõem um quarto da equipe Leões Britânicos e Irlandeses (British and Irish Lions).
Historicamente, a Irlanda é uma das mais fracas seleções a formar o topo do rugby union, com somente dois grand slam em 1948 e em 2009. Entretanto, o rugby union irlandês é amplamente conhecido por ter feito a transição para o profissionalismo com mais sucesso entre as outras seleções.
Em junho de 2006, após os amistosos (tests), a Irlanda ficou em quinto lugar no ranking da Confederação Internacional de Rugby Union (IRB), à frente da Inglaterra, e atrás dos neozelandeses, dos franceses, sul-africanos e dos australianos.

## Controvérsias com a bandeira e o hino
Quando a seleção se apresentava na  Irlanda do Norte, o hino escutado era o britânico "God Save the Queen" — na República da Irlanda, era o irlandês "Amhrán na bhFiann". Em jogos fora da ilha, não se executava hino algum.
Recentemente, foi criado o "hino do râguebi", que seria utilizado em partidas internacionais, chamado "Ireland's Call". A instituição do novo hino causou reclamações nos torcedores da República, que achavam que Amhrán na bhFiann deveria ser tocado. Por conta disso, foi decidido que em jogos disputados na capital da República, Dublin, o "Ireland's Call" seria sempre tocado junto com "Amhrán na bhFiann". O uso do hino da República Irlandesa tem causado reclamações de torcedores da Irlanda do Norte.
Confusão com as bandeiras é comum, já que os torcedores da República da Irlanda utilizam a Bandeira da Irlanda, mesmo que só represente 3/4 do total de jogadores. Na Irlanda do Norte, ocorre o mesmo: os torcedores unionistas (pró-Reino Unido) utilizam o Estandarte do Ulster, ainda usado não-oficialmente como Bandeira da Irlanda do Norte, apesar de ser representada pela minoria na equipe. A Bandeira do Reino Unido também é utilizada por alguns deles.
Por conta de envolver toda a Ilha da Irlanda, foi decidido utilizar a bandeira das quatro províncias que formam a ilha (Ulster, Munster, Connacht e Leinster) para representar a equipe. Algumas vezes, o emblema da confederação é carregada em cerimônias antes dos jogos.

Emblema da confederação
Bandeira das quatro províncias da Ilha da Irlanda
A Cruz de São Patrício. Representa a Ilha da Irlanda
Bandeira da República da Irlanda
Estandarte do Ulster, ainda utilizado não-oficialmente como Bandeira da Irlanda do Norte
Bandeira do Reino Unido, a bandeira oficial da Irlanda do Norte

## Campeonatos

### Cinco e Seis Nações
Os irlandeses são donos de dois grand slam e ficam em último se comparados com as seleções que jogaram todas as edições do campeonato.
Resumo da participação irlandesa no Seis Nações
| Anno | Lugar | Vit. | Emp. | Der. | Pontos a favor | Pontos contra | Pontos +/- | Pontos |
| ---- | ----- | ---- | ---- | ---- | -------------- | ------------- | ---------- | ------ |
| 2000 | 3°    | 3    | 0    | 2    | 168            | 133           | +35        | 6      |
| 2001 | 2°    | 4    | 0    | 1    | 129            | 89            | +40        | 8      |
| 2002 | 3°    | 3    | 0    | 2    | 145            | 138           | +7         | 6      |
| 2003 | 2°    | 4    | 0    | 1    | 119            | 97            | +22        | 8      |
| 2004 | 2°    | 4    | 0    | 1    | 128            | 82            | +46        | 8      |
| 2005 | 3°    | 3    | 0    | 2    | 126            | 101           | +25        | 6      |
| 2006 | 2°    | 4    | 0    | 1    | 131            | 97            | +34        | 8      |
| 2007 | 2°    | 4    | 0    | 1    | 149            | 84            | +65        | 8      |
| 2008 | 4°    | 2    | 0    | 3    | 93             | 99            | −6         | 4      |
| 2009 | 1°    | 5    | 0    | 0    | 121            | 73            | +48        | 10     |
| 2010 | 2°    | 3    | 0    | 2    | 106            | 95            | +11        | 6      |
| 2011 | 3°    | 3    | 0    | 2    | 93             | 81            | +12        | 6      |
| 2012 | 3°    | 2    | 1    | 2    | 121            | 94            | +27        | 5      |

 Seis Nações Classificação Geral 
| Seleção       | Torneios disputados | Campeonatos vencidos | Vitórias compartilhadas | Tríplice Coroa | Grand Slams | Colher de pau |
| ------------- | ------------------- | -------------------- | ----------------------- | -------------- | ----------- | ------------- |
| Inglaterra    | 122                 | 28                   | 10                      | 25             | 13          | 25            |
| País de Gales | 124                 | 26                   | 11                      | 20             | 11          | 21            |
| Escócia       | 124                 | 15                   | 8                       | 10             | 3           | 33            |
| Irlanda       | 124                 | 14                   | 8                       | 11             | 3           | 36            |
| França        | 88                  | 17                   | 8                       | -              | 9           | 18            |
| Itália        | 19                  | 0                    | 0                       | -              | 0           | 13            |

NOTA: Atualizado após a edição de 2018

### Copa do Mundo
| Ano  | Desempenho       | Jogos | Vitória                                | Empate | Derrota                 |
| ---- | ---------------- | ----- | -------------------------------------- | ------ | ----------------------- |
| 1987 | Quartas de final | 4     | Canadá Tonga                           |        | País de Gales Austrália |
| 1991 | Quartas de final | 4     | Japão Zimbábue                         |        | Escócia Austrália       |
| 1995 | Quartas de final | 4     | País de Gales Japão                    |        | Nova Zelândia França    |
| 1999 | Repescagem       | 4     | Romênia Estados Unidos                 |        | Austrália Argentina     |
| 2003 | Quartas de final | 5     | Argentina Romênia Namíbia              |        | Austrália França        |
| 2007 | Primeira fase    | 4     | Geórgia Namíbia                        |        | Argentina França        |
| 2011 | Quartas de final | 5     | Austrália Itália Estados Unidos Rússia |        | País de Gales           |
| 2015 | Quartas de final | 5     | Canadá Romênia Itália França           |        | Argentina               |
| 2019 | Quartas de final | 5     | Escócia Rússia Samoa                   |        | Nova Zelândia           |